# Wahlkreis Cunninghame South (Schottisches Parlament)
| Cunninghame South                 |
| --------------------------------- |
| Cunninghame South · West Scotland |
| Gebildet                          |
| 1999                              |
| Abgeordneter                      |
| Ruth Maguire (SNP)                |
| Regionen                          |
| North Ayrshire                    |

Cunninghame South ist ein Wahlkreis für das Schottische Parlament. Er wurde 1999 als einer von neun Wahlkreisen der Wahlregion South of Scotland eingeführt, die im Zuge der Revision der Wahlkreise im Jahre 2011 neu zugeschnitten und in South Scotland umbenannt wurde. Hierbei wurden die Nordgrenzen des Wahlkreises Cunninghame South neu gezogen und der Wahlkreis der Wahlregion West Scotland zugeschlagen. Der Wahlkreis umfasst die südöstlichen Gebiete der Council Area North Ayrshire und entsendet einen Abgeordneten.
Der Wahlkreis erstreckt sich über eine Fläche von 110,6 km2. Im Jahre 2020 lebten 65.625 Personen innerhalb seiner Grenzen.

## Wahlergebnisse

### Parlamentswahl 1999
| Ergebnisse der Parlamentswahl 1999 | Ergebnisse der Parlamentswahl 1999 | Ergebnisse der Parlamentswahl 1999 | Ergebnisse der Parlamentswahl 1999 |
| Partei                             | Kandidat                           | Stimmen                            | %                                  |
| ---------------------------------- | ---------------------------------- | ---------------------------------- | ---------------------------------- |
| Labour                             | Irene Oldfather                    | 14.936                             | 52,8                               |
| SNP                                | Michael Russell                    | 8395                               | 29,7                               |
| Conservative                       | Murray Tosh                        | 3229                               | 11,4                               |
| Liberal Democrats                  | Stuart Ritchie                     | 1717                               | 6,1                                |

### Parlamentswahl 2003
| Ergebnisse der Parlamentswahl 2003 | Ergebnisse der Parlamentswahl 2003 | Ergebnisse der Parlamentswahl 2003 | Ergebnisse der Parlamentswahl 2003 | Ergebnisse der Parlamentswahl 2003 |
| Partei                             | Kandidat                           | Stimmen                            | %                                  | ±                                  |
| ---------------------------------- | ---------------------------------- | ---------------------------------- | ---------------------------------- | ---------------------------------- |
| Labour                             | Irene Oldfather                    | 11.165                             | 49,0                               | −3,8                               |
| SNP                                | Michael Russell                    | 5089                               | 22,4                               | −7,5                               |
| Socialist                          | Rosemary Byrne                     | 2677                               | 11,8                               | +11,8                              |
| Conservative                       | Andrew Brocklehurst                | 2336                               | 10,3                               | −1,1                               |
| Liberal Democrats                  | Fraser Grieve                      | 1505                               | 6,6                                | +0,5                               |
| Wahlbeteiligung: 22.772 (45,66 %)  |                                    |                                    |                                    |                                    |

### Parlamentswahl 2007
| Ergebnisse der Parlamentswahl 2007 | Ergebnisse der Parlamentswahl 2007 | Ergebnisse der Parlamentswahl 2007 | Ergebnisse der Parlamentswahl 2007 | Ergebnisse der Parlamentswahl 2007 |
| Partei                             | Kandidat                           | Stimmen                            | %                                  | ±                                  |
| ---------------------------------- | ---------------------------------- | ---------------------------------- | ---------------------------------- | ---------------------------------- |
| Labour                             | Irene Oldfather                    | 10.270                             | 43,8                               | −5,2                               |
| SNP                                | Duncan Ross                        | 8102                               | 34,6                               | +12,2                              |
| Conservative                       | Pat McPhee                         | 3073                               | 13,1                               | +2,8                               |
| Liberal Democrats                  | Iain Dale                          | 1977                               | 8,4                                | +2,2                               |
| Wahlbeteiligung: 23.422 (46,87 %)  |                                    |                                    |                                    |                                    |

### Parlamentswahl 2011
| Ergebnisse der Parlamentswahl 2011 | Ergebnisse der Parlamentswahl 2011 | Ergebnisse der Parlamentswahl 2011 | Ergebnisse der Parlamentswahl 2011 | Ergebnisse der Parlamentswahl 2011 |
| Partei                             | Kandidat                           | Stimmen                            | %                                  | ±                                  |
| ---------------------------------- | ---------------------------------- | ---------------------------------- | ---------------------------------- | ---------------------------------- |
| SNP                                | Margaret Burgess                   | 10.993                             | 49,8                               | +15,2                              |
| Labour                             | Irene Oldfather                    | 8645                               | 39,2                               | −4,6                               |
| Conservative                       | Alistair Haw                       | 1871                               | 8,5                                | −4,6                               |
| Liberal Democrats                  | Ruby Kirkwood                      | 547                                | 2,5                                | −5,9                               |
| Wahlbeteiligung: 22.056 (43,31 %)  |                                    |                                    |                                    |                                    |

### Parlamentswahl 2016
| Ergebnisse der Parlamentswahl 2016 | Ergebnisse der Parlamentswahl 2016 | Ergebnisse der Parlamentswahl 2016 | Ergebnisse der Parlamentswahl 2016 | Ergebnisse der Parlamentswahl 2016 |
| Partei                             | Kandidat                           | Stimmen                            | %                                  | ±                                  |
| ---------------------------------- | ---------------------------------- | ---------------------------------- | ---------------------------------- | ---------------------------------- |
| SNP                                | Ruth Maguire                       | 13.416                             | 52,2                               | +2,4                               |
| Labour                             | Joe Cullinane                      | 7.723                              | 30,1                               | −9,1                               |
| Conservative                       | Billy McClure                      | 3.940                              | 15,3                               | +6,9                               |
| Liberal Democrats                  | Ruby Kirkwood                      | 616                                | 2,4                                | −0,1                               |
| Wahlbeteiligung: 25.798 (51,4 %)   |                                    |                                    |                                    |                                    |

### Parlamentswahl 2021
| Ergebnisse der Parlamentswahl 2021 | Ergebnisse der Parlamentswahl 2021 | Ergebnisse der Parlamentswahl 2021 | Ergebnisse der Parlamentswahl 2021 | Ergebnisse der Parlamentswahl 2021 |
| Partei                             | Kandidat                           | Stimmen                            | %                                  | ±                                  |
| ---------------------------------- | ---------------------------------- | ---------------------------------- | ---------------------------------- | ---------------------------------- |
| SNP                                | Ruth Maguire                       | 15.208                             | 50,5                               | −1,7                               |
| Labour                             | Louise McPhater                    | 7.256                              | 24,1                               | −6,0                               |
| Conservative                       | Greg Williams                      | 6.621                              | 22,0                               | +6,7                               |
| Liberal Democrats                  | Tom Armstrong                      | 715                                | 2,4                                | ±0,0                               |
| Parteilos                          | Maurice Campbell                   | 318                                | 1,1                                | +1,1                               |
| Wahlbeteiligung: 58 %              |                                    |                                    |                                    |                                    |